# گی لالیبرته
گی لالیبرته (به فرانسوی: Guy Laliberté) فضانورد اهل کشور کانادا است که در ۲ سپتامبر ۱۹۵۹ میلادی در کبک زاده شد. وی در مأموریت سایوز تی‌ام‌ای-۱۶، سایوز تی‌ام‌ای-۱۴ حضور داشته است.